# سازمان سیما منظر و فضاهای سبز شهری
سازمان سیما، منظر و فضاهای سبز شهری عنوان کلیِ یکی از سازمان‌های تخصصیِ تابعهٔ شهرداری‌های ایران است که به‌منظور برنامه‌ریزی، اجرا و نگهداری فضاهای سبز شهری، ارتقای کیفیت سیما و منظر شهری، و صیانت حقوقی از باغات و درختانِ واقع در محدوده و حریم شهرها فعالیت می‌کند. این سازمان معمولاً زیر نظر معاونت خدمات شهری شهرداری‌ها اداره می‌شود و مأموریت‌های آن بر پایهٔ «قانون حفظ و گسترش فضای سبز در شهرها» (مصوب ۱۳۵۹، اصلاحی ۱۳۸۸) و «آیین‌نامهٔ اجرایی مادهٔ یک» استوار است.

## اهداف
- حفاظت، توسعه و باززنده‌سازی پوشش گیاهی و فضاهای سبز عمومی و محلات شهری؛
- ارتقای کیفیت سیمای شهری، منظر و خوانایی محیط‌های شهری؛
- ایجاد و به‌روزرسانی سامانه‌های اطلاعاتی و شناسنامهٔ درختان و باغات برای مدیریت و نظارت مؤثر؛
- مشارکت‌جویی از شهروندان و نهادهای محلی در نگهداری فضای سبز؛
- صیانت حقوقی از باغات و درختان و اعمال قوانین و مقررات مرتبط در فرایندهای صدور پروانه، پایان‌کار، افراز و تفکیک.[۳][۴]

## عملکرد و وظایف
- برنامه‌ریزی، طراحی و اجرای پروژه‌های توسعهٔ پارک‌ها، بوستان‌ها، کمربند سبز و شبکه آبیاری فضای سبز؛
- نگهداری، اصلاح، هرس، مقابله با آفات و بهداشت گیاهی در معابر، میدان‌ها و بوستان‌ها؛
- شناسایی و ثبت باغات و درختان مشمول قانون و تهیهٔ شناسنامهٔ باغ‌ها و درختان (موضوع مواد ۱ و ۲ قانون و مادهٔ ۱۰ آیین‌نامه)؛
- استعلام و دبیرخانهٔ کمیسیون ماده ۷ برای صدور مجوزهای قطع یا جابه‌جایی درخت طبق مادهٔ ۵ آیین‌نامه؛
- پیگیری حقوقی تخلفات (قطع، خشکاندن عمدی، تخریب) و ارجاع به مراجع قضایی طبق قانون؛
- پیشنهاد تعرفه‌ها و دستورالعمل‌های اجرایی مرتبط با جابه‌جایی درختان در چارچوب مصوبات شورای اسلامی شهر.[۵]

## کمیسیون مادهٔ ۷
کمیسیون مادهٔ ۷ (کمیسیون تشخیص باغات و صیانت از درختان) مطابق مادهٔ ۷ آیین‌نامهٔ اجرایی، برای «نظارت بر حسن اجرای قانون و آیین‌نامه و تشخیص باغات و رسیدگی به درخواست‌های قطع یا جابه‌جایی درخت» تشکیل می‌شود. ترکیب این کمیسیون در کلان‌شهرها شامل: دو عضو از شورای اسلامی شهر (یکی آشنا به شهرسازی و معماری و یکی آشنا به محیط زیست و فضای سبز)، یک قاضی رسمی به انتخاب قوهٔ قضائیه (دبیرخانه و پیگیری اجرای آرا)، و مدیرعامل سازمان بوستان‌ها و فضای سبز (یا عالی‌ترین مقام مسئول حوزهٔ فضای سبز شهرداری) است. اخذ نظر این کمیسیون در ابتدای صدور پروانهٔ ساختمانی، پایان‌کار و موارد مندرج در مادهٔ ۳ آیین‌نامه الزامی است.

### صلاحیت و فرایند رسیدگی
- دریافت درخواست‌های ذینفع برای تشخیص «باغ/غیر باغ» و نیز ضرورت قلع یا جابه‌جایی درخت (مادهٔ ۵)؛
- بررسی سوابق ثبتی، تصاویر هوایی و گزارش‌های کارشناسی و بازدید میدانی؛
- صدور رأی و ابلاغ به ذینفع. آرای بدوی قابل تجدیدنظر در کمیسیون هم‌عرض بوده و سپس قابلیت طرح در دیوان عدالت اداری طبق قواعد عام دادرسی اداری را دارند.[۷]

## قطع، جابه‌جایی و خشک‌کردن درخت
مطابق مادهٔ ۵ آیین‌نامه، صدور هرگونه مجوز قطع یا جابه‌جایی درختان واقع در اماکن عمومی، دولتی و خصوصی در محدوده و حریم شهر، صرفاً پس از اخذ رأی کمیسیون مادهٔ ۷ امکان‌پذیر است. در مواردی همچون خطرزا بودن درخت، تداخل با طرح‌های عمرانی یا ضرورت‌های فنی، کمیسیون می‌تواند اجازهٔ قطع یا جابه‌جایی را با قید شرایطِ جبرانی (از جمله کاشت معوض) صادر کند.

### ضمانت اجراها و مجازات‌ها
1. ضمانت اجرای کیفری (قانونی عام): بر پایهٔ مادهٔ ۶۸۶ «قانون مجازات اسلامی (تعزیرات ۱۳۷۵؛ اصلاحی ۱۳۸۸)» هرکس عالماً و عامداً و برخلاف قانون فضای سبز، درختان مشمول را قطع یا موجبات از بین رفتن آن‌ها را فراهم آورد، افزون بر جبران خسارت، به «حبس تعزیری از شش ماه تا سه سال» یا «جزای نقدی بین سه تا هجده میلیون ریال» محکوم می‌شود؛ این ماده در سال ۱۳۹۹ از حیث درجات حبس تحت تأثیر «قانون کاهش مجازات حبس تعزیری» قرار گرفته و حداقل و حداکثر حبس‌های تعزیری در بسیاری از مواد نصف شده است.[۹]
2. ضمانت اجرای خاص قانون فضای سبز (برای قصور یا تخلف): طبق آیین‌نامه، شهرداری مکلف است در صورت اتلاف و امحای درختان، تعقیب جزایی و اخذ جریمه را از طریق مراجع قضایی و پیگیری جبران خسارت انجام دهد؛ مأمورانی که در اجرای تکالیف مادهٔ ۵ قصور کنند، قابل تعقیب‌اند.[۱۰]
3. جابه‌جایی درخت بدون مجوز کمیسیون، تخلف محسوب می‌شود و شهرداری موظف به جلوگیری است (تبصرهٔ مادهٔ ۹ آیین‌نامه).[۱۱]

### عوارض و هزینه‌های جابه‌جایی (نمونهٔ محلی)
تعیین تعرفه‌های پایه برای جابه‌جایی درختان در شهرها، در صلاحیت شورای اسلامی شهر هر شهر است و در قالب «تعرفه بهای خدمات مدیریت شهری» هر سال تصویب و ابلاغ می‌شود. برای نمونه: شورای شهر تهران در سال ۱۳۹۷–۱۳۹۸ «تعرفه پایه هزینهٔ جابه‌جایی درختان» را تصویب کرد که مبنای محاسبهٔ هزینهٔ جابه‌جایی بر حسب محیط بن هر اصله تعیین می‌شد.

## ساختار سازمانی
این سازمان‌ها معمولاً با ساختار هیئت‌مدیره و مدیریت عامل در ذیل شهرداری فعالیت می‌کنند و واحدهای تخصصیِ «طراحی و برنامه‌ریزی»، «فنی و اجرایی»، «کنترل و پایش»، «حقوقی» و «آموزش و مشارکت» دارند. نمونه‌های استانی و شهریِ متعدد از این سازمان با مأموریت‌های مشابه در شهرهای ایران فعال‌اند.

## انتقادها
همواره به قوانین موجود و نحوه عملکرد این سازمان انتقادهایی وارد بوده است. قوانین موجود به‌خصوص در بخش جابجایی و یا قطع درخت در منازل مسکونی، باعث ایجاد بروکراسی و دلسردی مردم به کاشت درخت در منازل خود شده و همچنین آرای صادره در خصوص تغییر کاربری باغ‌ها و فضای سبز عمومی باعث اعتراض بوده است.  